# Ngô Thiên Ngữ
Ngô Thiên Ngữ (sinh ngày 27 tháng 10 năm 1993 tại Hàng Châu, Chiết Giang, Trung Quốc) là một nữ diễn viên, ca sĩ, người dẫn chương trình kiêm người mẫu người Hồng Kông.

## Tiểu sử
Cô sinh ra tại Chiết Giang, Trung Quốc trong gia đình có mẹ là người gốc Thượng Hải. Cụ nội của cô là người gốc Pháp. Do cha cô sang Hồng Kông kiếm sống nên sau khi sinh con gái vài tháng mẹ cô cũng ngay lập tức chuyển tới đây . Ngô Thiên Ngữ sống với dì một thời gian dài mới đến Hồng Kông học trung học.. Ngoài ra, cô còn làm người mẫu bán thời gian và được biết đến với biệt danh Tiểu Dương Thái Ni.
Năm 2010, khi 17 tuổi, Ngô Thiên Ngữ được công ty Điện ảnh Thiên Mã (Pegasus HongKong) mời ký hợp đồng chính thức trở thành diễn viên và bắt đầu sự nghiệp diễn xuất với vai nữ chính trong phim điện ảnh Khai tâm ma pháp cùng Ngô Tôn . Với vai diễn này, Ngô Thiên Ngữ được đề cử cho Giải Nữ diễn viên mới xuất sắc nhất tại Liên hoan Phim Kim Tượng Hồng Kông . Năm 2015, với vai nữ chính trong phim Vương Gia Hân, cô nhận giải Nữ diễn viên xuất sắc nhất tại Indie FEST Film.

## Phim

### Phim điện ảnh
| Năm  | Tên                                 | Vai                       |
| ---- | ----------------------------------- | ------------------------- |
| 2011 | Khai tâm ma pháp                    | Trình Mỹ Tư / Macy        |
| 2012 | Bát tinh bão hỷ                     | Trần Tiểu Mẫn             |
| 2012 | Nam nhân như y phục                 | Nhậm Thu Thủy             |
| 2013 | Bách Tinh tửu điếm                  | Lăng Mộng Lộ              |
| 2013 | Búp bê ma ám                        | Tiểu Tình                 |
| 2014 | Lục phúc hỷ sự                      | San San                   |
| 2014 | Thanh xuân đấu / Tinh võ thanh xuân | Chỉ Trình                 |
| 2015 | Thần thám giá đáo                   | Hôn thê của Trương Hàn Vị |
| 2015 | Diệp Vấn 3                          | Cô giáo Wong              |
| 2016 | Vương Gia Hân                       | Vương Gia Hân             |
| 2016 | Thợ săn tiền thưởng                 | Bạch Thiên Kha            |

### Phim truyền hình
| Năm  | Tên                            | Vai                       |
| ---- | ------------------------------ | ------------------------- |
| 2013 | Tìm kiếm bằng chứng phạm tội 2 | Liệu Bích Nhi / Giang Hoa |
| 2014 | Hoan thiên hỷ địa tiếu oan gia | Vân Yên                   |

## MC
| Năm  | Chương trình             | Ghi chú                                       |
| ---- | ------------------------ | --------------------------------------------- |
| 2013 | Chin與千尋               | Dẫn chương trình cùng Rick Chin               |
| 2013 | Khởi lai! Đại Long Phụng | Dẫn chương trình cùng Rick Chin, Hà Phi Phụng |

## Âm nhạc

### Single
2015 千言千语 

### MV
| Năm  | Tên        | Ca sĩ        | Ghi chú |
| ---- | ---------- | ------------ | ------- |
| 2011 | Tôn nghiêm | Trần Bách Vũ | [ 9 ]   |
|      | 赞赞自己   | Trần Bách Vũ | [ 10 ]  |

## Giải thưởng

### Điện ảnh và truyền hình
| Năm  | Lễ trao giải                      | Hạng mục                       | Phim             | Kết quả   | Ghi chú |
| ---- | --------------------------------- | ------------------------------ | ---------------- | --------- | ------- |
| 2012 | Giải thưởng điện ảnh Hồng Kông    | Nữ diễn viên mới xuất sắc nhất | Khai tâm ma pháp | Đề cử     |         |
| 2015 | Liên hoan phim độc lập Washington | Nữ diễn viên xuất sắc nhất     | Vương Gia Hân    | Đoạt giải | [ 11 ]  |
| 2015 | Indie FEST Film                   | Nữ diễn viên xuất sắc nhất     | Vương Gia Hân    | Đoạt giải |         |

### Tổng hợp
| Năm  | Lễ trao giải            | Hạng mục     | Kết quả   | Ghi chú |
| ---- | ----------------------- | ------------ | --------- | ------- |
| 2014 | Yahoo Shine Awards 2014 | Giải bìa ảnh | Đoạt giải |         |